# Campiglossa californica
Campiglossa californica este o specie de muște din genul Campiglossa, familia Tephritidae. A fost descrisă pentru prima dată de Gottfried Novak în anul 1974. Conform Catalogue of Life specia Campiglossa californica nu are subspecii cunoscute.